# لوغروس
بلدية لوغروس (بالإسبانية: Lugros) هي بلدية تقع في مقاطعة غرناطة التابعة لمنطقة أندلوسيا جنوب إسبانيا.

## الديموغرافيا
بلغ عدد سكان بلدية لوغروس 342 نسمة عام 2011 (وفقاً للمعهد الوطني الإسباني للإحصاء).
| 426 | 397 | 377 | 361 | 361 | 367 | 342 |